# روهوزتس (ناحیه کوتنا هورا)
روهوزتس (به چکی: Rohozec) یک منطقهٔ مسکونی در جمهوری چک است که در ناحیه کوتنا هورا واقع شده‌است. روهوزتس ۵٫۲۹ کیلومتر مربع مساحت و ۲۵۰ نفر جمعیت دارد.